# Родмансгатан (станція метро)
59°20′25″ пн. ш. 18°03′31″ сх. д. / 59.340278° пн. ш. 18.058611° сх. д.
«Родмансгатан» (швед. Rådmansgatan) — станція Зеленої лінії Стокгольмського метрополітену, обслуговується потягами маршрутів Т17, Т18 та Т19.
Станцію відкрито 26 жовтня 1952 у складі черги зеленої лінії між станціями Гетор'єт і Веллінгбю. 

Відстань від станції Слюссен 2,8 км.
Пасажирообіг станції в будень — 27,800 осіб (2019)

Розташування: під Свеавеген між його сполученням з Родмансгатаном і Ренсгатаном у районі Васастан  у центрі Стокгольма.
Конструкція: двопрогінна колонна станція мілкого закладення (глибина закладення — 8 м) з однією острівною прямою платформою.

## Оздоблення
Станція прикрашена жовтою плиткою . 
У рамках проекту «Мистецтво у Стокгольмському метро» на південному вході станції, неподалік від музею Стріндберга, є емальовані роботи, присвячені життю Августа Стріндберга. 
Вони були виконані Стуре Валентином Нільсоном і датуються 1983 роком. 

## Операції
| Попередня станція            | Лінія | Лінія     | Лінія | Наступна станція          |
| ---------------------------- | ----- | --------- | ----- | ------------------------- |
| Уденплан до Окесгов          |       | Лінія T17 |       | Гетор'єт до Скарпнек      |
| Уденплан до Альвік           |       | Лінія T18 |       | Гетор'єт до Фарста-странд |
| Уденплан до Гессельбю-странд |       | Лінія T19 |       | Гетор'єт до Гагсетра      |